# Torre d'en Pasqualet
|  | Vegeu altres significats a Torre del Moro |

La torre d'en Pasqualet, o Torre del Moro II, és un edifici d'Alcanar declarada bé cultural d'interès nacional.

## Descripció
És una torre de base quadrangular, de pedra de pedrera i de carreus ben tallats als angles. La porta és allindada, i tant la llinda i els brancals com tot el marc de la finestra situada més amunt són de pedra picada. Damunt de la porta s'endevina un arc acarpanellat de pedra sense treballar, que fa d'arc de descàrrega. Damunt de la porta, al cim d'aquesta façana, hi ha un matacà sobre dues mènsules (com les de la torre del Moro I, però més ben picades). La planta baixa és coberta amb volta de canó i s'hi veuen senyals d'un encofrat molt regular. En un angle hi ha una trapa petita per accedir al pis superior, el paviment del qual fa esquena d'ase, seguint la volta. La coberta ha estat molt modificada. Per fer la teulada més pendent (a una vessant) per facilitar el desguàs, es va enderrocar part del mur superior de la façana. S'hi ha afegit un rafal (porxo) modern.

## Història
Forma part del grup conegut a el segle xvi com a «Torres dels Alfacs», aixecades com a línia de protecció del litoral marítim que va de la Ràpita a Alcanar. No es coneixen els primitius topònims particulars de cada torre. Hom pensa que el grup es va presentar com un conjunt fortificat més que com a torres aïllades, per evitar l'impacte que provoca una torre aïllada en un lloc despoblat, desconeguda de la majoria i amb tendència a donar-li poca importància. Sembla que foren bastides en el darrer quart del segle xvi, quan es van intensificar els atacs de pirates turcs i àrabs, amb la doble missió de defensa i de vigilància. Cal relacionar-les doncs amb la fortificació d'Alcanar. El cost de construcció i manteniment anava a càrrec de Tortosa, amb la col·laboració del País Valencià i la monarquia espanyola. L'eix al voltant del qual s'organitzaven totes aquelles torres era el camí del Bandoler.